# Гольденвейзер, Александр Борисович
Алекса́ндр Бори́сович Гольденве́йзер (26 февраля [10 марта] 1875, Кишинёв, Бессарабская губерния, Российская империя — 26 ноября 1961, Николина Гора, Звенигородский район, Московская область, РСФСР, СССР) — русский и советский пианист, композитор, педагог, публицист, музыкальный критик, общественный деятель. Доктор искусствоведения (1940). Народный артист СССР (1946). Лауреат Сталинской премии первой степени (1947).

## Биография
Родился 26 февраля (10 марта) 1875 года в Кишинёве, в семье присяжного поверенного Бориса Соломоновича Гольденвейзера. Свои первые музыкальные впечатления получил от матери Варвары Петровны Гольденвейзер, обладавшей тонким художественным вкусом и любившей петь и играть на фортепиано. В пять лет, научившись разбирать ноты под руководством старшей сестры Татьяны, стал самостоятельно понемногу играть на фортепиано. Когда ему исполнилось восемь лет, семья переехала в Москву, где начались его серьёзные занятия музыкой с В. П. Прокуниным, собирателем русских народных песен, одним из учеников П. И. Чайковского.
В 1889 году был принят в Московскую консерваторию в класс А. И. Зилоти, где попал в окружение музыкантов, во многом сформировавших его взгляды на искусство, на роль художника в общественной жизни и на задачи педагога.
Окончил Московскую консерваторию в 1895 году по классу фортепиано П. А. Пабста (ранее занимался у А. И. Зилоти), в 1897 — по классу композиции М. М. Ипполитова-Иванова. Учился также композиции у А. С. Аренского и контрапункту у С. И. Танеева (1892—1893). К 1900 году был достаточно известен, чтобы Андрей Белый упомянул его в поэме «Первое свидание», действие которой приурочено к этому году: «Поёт под небо белый гейзер — Так заливается свирель, Так на рояли Гольденвейзер Берёт уверенную трель».
Преподавательскую деятельность начал в 1895 году. В 1895—1917 годах — преподаватель фортепиано Николаевского сиротского, Елисаветинского и Екатерининского женских институтов, в 1904—1906 — Музыкально-драматического училища Московского филармонического общества (ныне Российский институт театрального искусства — ГИТИС). Преподавал также на Пречистенских рабочих курсах, в Народной консерватории, Алфёровской гимназии (история искусств)
Гольденвейзер идейно был близок с Львом Толстым. Их дружба завязалась в 1896 году благодаря увлечению шахматами. Как толстовец, не ел мяса. Присутствовал при кончине писателя в Астапове и подписал его завещание.
Выступал как солист и ансамблист. В 1907 году выступал в составе Московского трио, заменяя пианиста Д. С. Шора. Концертировал вплоть до 1956 года, в том числе в ансамблях с Э. Изаи, Д. Ф. Ойстрахом, Л. Б. Коганом, С. Н. Кнушевицким, квартетом им. Людвига ван Бетховена.
С 1901 года выступал как музыкальный критик в печати, сотрудничал в газете «Курьер», журнале «Музыкальный мир» и других изданиях (под псевдонимами: А., А, Борисов, Г. Г-р), был членом редакции журнала «Музыкальный труженик», вёл просветительскую работу.
В 1906—1961 годах — профессор Московской консерватории по классу фортепиано, в 1936—1959 — заведующий кафедрой фортепиано. В 1918—1919 годах — помощник директора, 1919—1922 и 1932—1934 — заместитель директора (проректор), в 1922—1924 и 1939—1942 — директор (ректор) консерватории. В 1931 году организовал «Особую детскую группу» при Московской консерватории. С 1936 по 1941 годы — художественный руководитель Центральной музыкальной школы при Московской консерватории. С 1932 по 1934 годы — заместитель председателя Московского отделения Союза советских композиторов СССР.
В годы Великой Отечественной войны — в эвакуации, сначала в Нальчике, потом в Тбилиси и Ташкенте. В 1943 году возвратился в Москву. В период «ждановщины» выступил с позиций защиты традиционных музыкальных ценностей:
Один из старейших музыкантов, Александр Гольденвейзер, выражал скорее традиционалистскую точку зрения, которая не была столь агрессивна, как позиция песенников, но оказалась принципиально близка заявленной Ждановым идее «защиты классического наследия». Повторив слова о том, что музыка «родилась из народной песни и танца» и «величайшие композиторы всех времен черпали из этого источника», что модернистской музыке «более свойственно выражать идеологию вырождающейся культуры Запада, вплоть до фашизма, чем здоровую природу русского, советского человека», Гольденвейзер, музицировавший еще в доме Льва Толстого, обвинил, к примеру, Сергея Прокофьева в том, что герои его «Войны и мира» поют «на интернациональном музыкально-модернистском воляпюке». В этой позиции было больше от старческого брюзжания, чем от сознательно погромной установки.
Умер 26 ноября 1961 года (по другим источникам — 27 ноября) в посёлке Николина Гора (ныне Одинцовский район Московской области). Похоронен на Ваганьковском кладбище (11 уч.).

### Влияние
Согласно Музыкальной энциклопедии (1973), А. Гольденвейзер — «создатель одной из крупнейших советских пианистических школ, активный участник перестройки музыкального образования и разработки современной системы подготовки музыкантов в СССР, автор многих статей и докладов по этим вопросам». Среди учеников: С. Е. Фейнберг, Т. П. Николаева, Р. В. Тамаркина, Г. Р. Гинзбург, Д. Б. Кабалевский, Д. А. Башкиров, Л. Н. Берман, Д. Д. Благой, Ф. И. Готлиб, А. Л. Каплан, И. В. Малинина, Б. М. Хевелев, М. С. Лебензон, Л. И. Ройзман, В. Г. Фере, М. Д. Чхеидзе, Л. Д. Имнадзе, С. В. Евсеев, Ч. Г. Садыхов, Н. Усубова,  Г. М. Калинкович,  Н. Г. Капустин, А. И. Брагинский и более 200 других.

### Семья
- Отец — Борис Соломонович Гольденвейзер (1839—1916), юрист, адвокат, публицист.
- Мать — Варвара Петровна Гольденвейзер (урождённая Щекотихина, 1848—1898).
- Брат — Николай Борисович Гольденвейзер (1871—1924), юрист, переводчик, преподаватель истории Московского императорского лицея в память цесаревича Николая, пушкинист (его жена — Надежда Афанасьевна Гольденвейзер (1869—1934), педагог, сотрудник Румянцевского музея).
- Сестра — Татьяна Борисовна Софиано (1869—1955), была замужем за Константином Алексеевичем Софиано (1891—1938, брат Анны Алексеевны Гольденвейзер).
- Сестра — Мария Борисовна Гольденвейзер (1873—1940), пианистка, была замужем за литературоведом, пушкинистом Михаилом Осиповичем Гершензоном (1869—1925).
  - Племянник — Сергей Михайлович Гершензон (1906—1998), генетик, микробиолог.
  - Племянница — Наталья Михайловна Гершензон-Чегодаева (1907—1977), искусствовед, жена искусствоведа, профессора Андрея Дмитриевича Чегодаева (1905—1994), мать искусствоведа Марии Андреевны Чегодаевой (1931—2016).
- Первая жена (с 1903) — Анна Алексеевна Гольденвейзер (урождённая Софиано, 1881—1929), дочь генерала А. С. Софиано, пианистка, музыкальный педагог, выпускница Московской консерватории по классу В. И. Сафонова (1905), в переводе А. А. Гольденвейзер в 1929 году были отдельной книгой опубликованы письма Ф. Шопена.
  - Дочь — Вера (сестра жены, которую А. Б. Гольденвейзер удочерил). Своих детей не было.
  - Сын (приёмный) — Григорий Романович Гинзбург (1904—1961), пианист, заслуженный деятель искусств РСФСР (1946)[3].
  - Племянник жены и крёстный сын — Андрей Дмитриевич Сахаров (1921—1989), физик и правозащитник.
- Вторая жена — Елена Ивановна Гольденвейзер (урожд. Грачёва, 1911—1998), пианистка, ученица А. Б. Гольденвейзера, директор Музея-квартиры А. Б. Гольденвейзера.

Братья отца:
- Александр Соломонович Гольденвейзер (1855—1915) — юрист-цивилист. Его сыновья (двоюродные братья А. Б. Гольденвейзера):
  - Александр Гольденвейзер (1880—1940), антрополог, специалист в области антропологии ирокезов;
  - Эммануил Гольденвейзер (1883—1953), экономист и статистик, начальник статистического отдела Федеральной резервной системы США (1926—1945), президент Американской ассоциации экономистов;
  - Алексей Гольденвейзер (1890—1979), юрист, еврейский общественный деятель в Киеве, Берлине и Нью-Йорке, издатель, публицист.
- Моисей Соломонович Гольденвейзер (1837/1838—1921), юрист, юрисконсульт банка Л. С. Полякова, библиофил, литературовед и историк (в его доме в Москве, в Гранатном переулке в 1910-е годы проживали родители А. Д. Сахарова). Его сын:
  - Николай Моисеевич Гольденвейзер, юрист, драматург и прозаик.
- Владимир Соломонович Гольденвейзер (1853—1919), дворянин, публицист, инженер путей сообщения. Его дети:
  - Елена Владимировна Гольденвейзер (1881—1958), жена правого эсера В. Л. Утгофа;
  - Лев Владимирович Гольденвейзер (1883—1959), адвокат, театральный режиссёр-постановщик, драматург, прозаик, переводчик, в 1927—1937 годах — заведующий литературным отделом Госкино, отец учёного в области теоретической механики Алексея Львовича Гольденвейзера (1911—2003).
- Яков Соломонович Гольденвейзер (1862 — после 1919), адвокат, литератор, жил в Киеве.

## Творчество

### Музыкальные сочинения
- оперы — «Пир во время чумы» (по А. С. Пушкину, 1942), «Певцы» (по И. С. Тургеневу, 1942—1943), «Вешние воды» (по И. С. Тургеневу, 1946—1947)
- кантата «Свет Октября» (сл. Ю. Стремина, 1948)
- для оркестра — увертюра (по Данте, 1895—1997), 2 Русские сюиты (1946)
- камерно-инструментальные произведения — струнный квартет (1896; 2-я ред. 1940), Трио памяти С. В. Рахманинова (1953)
- для скрипки и фортепиано — Поэма (1962)
- для фортепиано — соната (1890-е гг.), 2 экспромта (1890-е гг.), 12 миниатюр (1890-е гг.), 24 пьесы, 4 тетради (1930), 14 революционных песен (1932), Контрапунктические эскизы (2 тетр., 1932), 15 фугетт (1933), сб. «Из детской жизни» (1954), Полифоническая сонатина (1954), Соната-фантазия (1959)
- для голоса с фортепиано — 6 песен на сл. А. Кольцова (1936), 6 песен на сл. И. Бунина (1946), 3 вокализа (1948), 6 песен на сл. А. Пушкина (1949), романсы
- редакция фортепианных произведений И. С. Баха, В. А. Моцарта, Л. ван Бетховена, Р. Шумана и др.

### Литературные сочинения
Написал многочисленные критические статьи и ряд книг:
- Воспоминания о Л. Н. Толстом:
  - Вблизи Толстого. Записи за 15 лет (2 тома 1922—1923, 1959)
  - Лев Толстой и музыка. Воспоминания (в соавторстве с Н. Н. Гусевым, 1953)
- Гольденвейзер А. Б. Об основных задачах музыкального воспитания, «СМ», 1934, No 10
- Гольденвейзер А. Б. Из моих воспоминаний, в кн.: С. И. Танеев. Материалы и документы, т. 1, М., 1952
- Гольденвейзер А. Б. Из личных воспоминаний о С. В. Рахманинове, в кн.: Воспоминания о Рахманинове, т. 1, М., 1957
- Гольденвейзер А. Б. О музыкальном исполнительстве. Из заметок старого исполнителя-пианиста, в кн.: Вопросы музыкально-исполнительского искусства, сб. 2, М., 1958
- Гольденвейзер А. Б. Советы мастера, «СМ», 1965, No 5
- Гольденвейзер А. Б. Об исполнительстве. О редактировании, в кн.: Вопросы фортепианно-исполнительского искусства, вып. 1, М., 1965
- 32 сонаты Бетховена, М., 1966
- Гольденвейзер А. Б. О музыкальном искусстве. Сборник статей / Ред.-сост. Д. Д. Благой. М.: Музыка, 1975. 416 с.
- Гольденвейзер А. Б. Дневник. Первая тетрадь: 1889—1904. М.: Тортуга, 1995. 336 с.
- Гольденвейзер А. Б. Дневник. Тетради вторая-шестая: 1905—1929. М.: Тортуга, 1997. 356 с.
- Гольденвейзер А. Б. Воспоминания. М.: Дека-ВС, 2009. 560 с. ISBN 978-5-901951-44-6

Под редакцией А. Б. Гольденвейзера отдельной книгой вышли «Письма Ф. Шопена» (Москва, 1929).

## Звания и награды
- Орден Ленина (10 марта 1945 — за выдающиеся успехи в области музыкального искусства, в связи 70-летием со дня рождения; 1953)
- Орден Трудового Красного Знамени (27 апреля 1937 — за выдающиеся заслуги в области подготовки музыкальных кадров; 1950; 09.03.1955)
- Сталинская премия первой степени (1947) — за концертно-исполнительскую деятельность
- Народный артист СССР (1946)
- Народный артист РСФСР (1931)
- Медаль «За доблестный труд в Великой Отечественной войне 1941—1945 гг.»
- Медаль «В память 800-летия Москвы»

## Память
- В Москве работает Музей-квартира А. Б. Гольденвейзера[7] — филиал Государственного Центрального Музея Музыкальной Культуры им. М. И. Глинки. Адрес музея: Тверская ул., 17, подъезд 8, кв. 109—110, Тел.: 629-29-29. Основу собрания составляют архив, библиотека и другие предметы из собрания А. Б. Гольденвейзера, переданные им в дар советскому государству в 1955 году.
- 1975 год — год столетия музыканта — был объявлен ЮНЕСКО годом А. Б. Гольденвейзера.
- В 2005 году в Москве детской музыкальной школе № 65 было присвоено имя А. Б. Гольденвейзера (Москва, ул. Академика Волгина, д. 17А)